# Eligio Celestino
Eligio Celestino (* 20. März 1739, wahrscheinlich in Pisa; † 24. Januar 1812 in Ludwigslust) war ein italienischer, vor allem in Deutschland tätiger Geiger, Komponist und Kapellmeister.

## Leben
Eligio Celestino war bis gegen 1770 in Rom tätig und ging dann als Violinvirtuose auf Konzertreisen, die ihn 1772 nach London führten. 1776 kam er aus London nach Stuttgart. Hier wurde er ab April Konzertmeister und Violinlehrer an der herzoglichen Militärakademie Hohe Karlsschule, an der auch sein Landsmann Antonio Boroni tätig war. Ab 1777 wurde er auch in der Besoldungsliste der Hofmusik am Stuttgarter Hof von Herzog Carl Eugen als Konzertmeister geführt. Im September 1777 verließ er Stuttgart ohne Erlaubnis (desertierte). Ab Februar 1778 war er Konzertmeister am Hof des Herzogs von Mecklenburg-Schwerin in Ludwigslust, wo er bis an sein Lebensende blieb. Nach dem Tod von Antonio Rosetti 1792 wurde Celestino die Leitung der Hofkapelle übertragen, aus dem später die Mecklenburgische Staatskapelle Schwerin wurde.

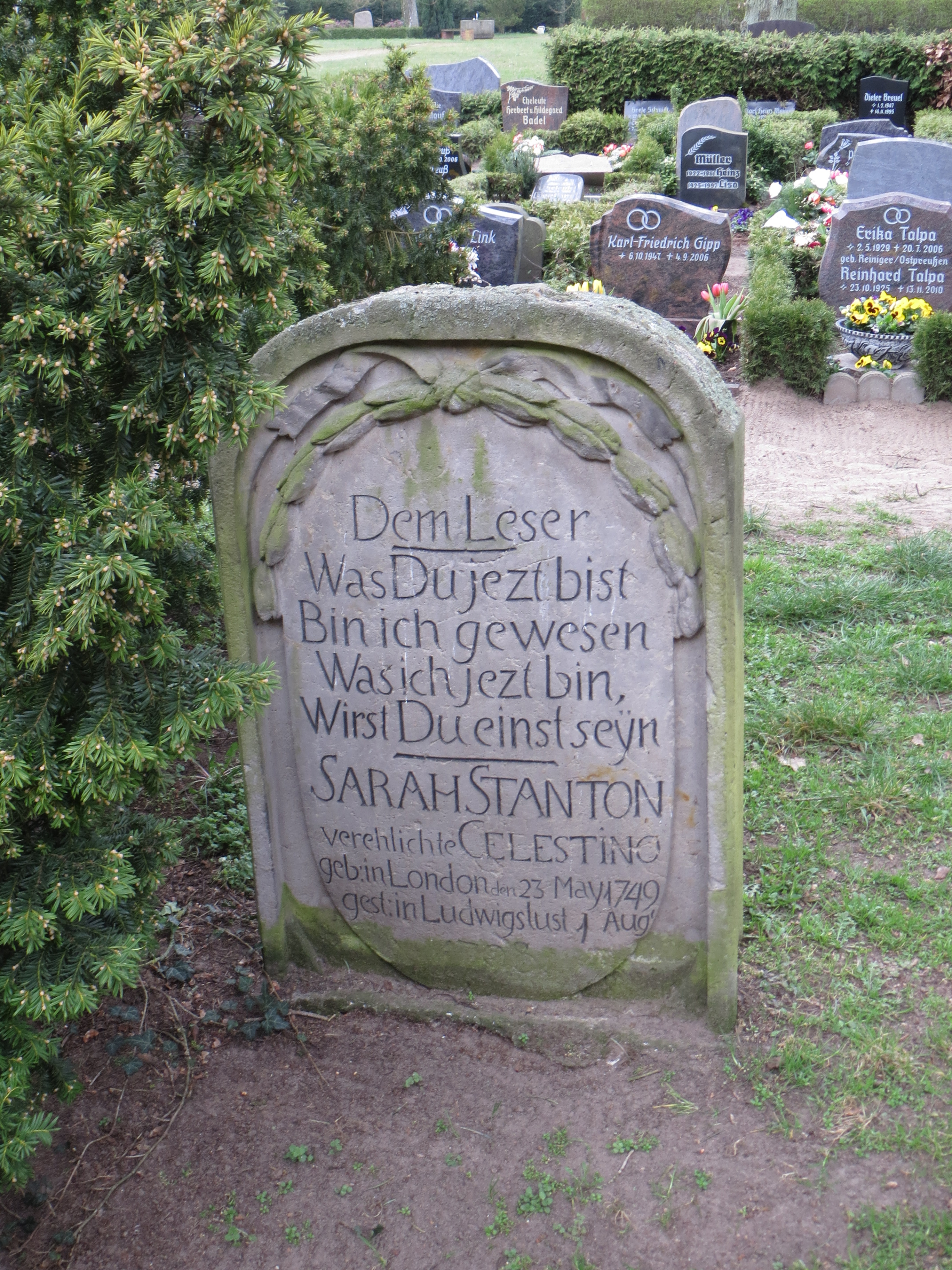
Grabstein für Sarah Stanton-Celestino, Friedhof Ludwigslust

Er war verheiratet mit der englischen Sängerin Sarah Stanton (1749–1798). 1780 gab er zusammen mit seiner Frau Konzerte in Frankfurt am Main und 1783 in Kopenhagen.

## Werke
Die meisten Kompositionen Celestinos kamen mit der (groß)herzoglichen Musikaliensammlung in die Musikaliensammlung der Landesbibliothek Mecklenburg-Vorpommern in Schwerin. Er komponierte Arien, Ouvertüren, Sinfonien und Duette.